# Regenwouden van Biak-Numfoor
De regenwouden van Biak-Numfoor (Engels: Biak–Numfoor rain forests) vormen een ecoregio op de Indonesische eilanden Biak, Supiori en Numfoor. De ecoregio omvat ook enkele kleinere eilanden in de Geelvinkbaai ten noorden van Japen en Nieuw-Guinea. De ecoregio is onderdeel van de WNF-bioom tropisch of subtropisch regenwoud.

## Geografie
Biak en Supiori zijn de grootste eilanden van de ecoregio. De eilanden liggen erg dicht bij elkaar, gescheiden door een smal en ondiep kanaal. Numfoor licht ten zuidwesten van deze eilanden. De Padaido-eilanden zijn een groep van kleine eilanden ten zuiden en zuidoosten van Biak.
De geologie aan de oppervlakte van Biak en Supiori bestaat voornamelijk uit ruwe koraallijn kalksteen, met uitlopers van schist die worden bedekt door basaltlava en tufsteen. De hoogste hoogten in de ecoregio liggen op Supiori, waar een bergrug parallel aan de zuidkust van Supiori een hoogte van 1.034 meter bereikt.
De eilanden zijn oceanisch en maken geen deel uit van het continentaal plat van Nieuw-Guinea. Hun fysieke isolatie van Nieuw-Guinea betekende dat planten en dieren de oceaan moesten oversteken om op de eilanden te komen, wat leidde tot een unieke flora en fauna met verschillende endemische soorten.
Politiek gezien vallen de eilanden onder twee regentschappen. Het regentschap Biak Numfor omvat de eilanden Biak en Numfoor en de Padaido-eilanden. Het regentschap Supiori omvat Supiori en werd in 2004 afgesplitst van Biak Numfor om een apart regentschap te worden.

## Klimaat
De ecoregio heeft een tropisch regenwoudklimaat.

## Flora
De oorspronkelijke vegetatie was tropisch, nat, altijdgroen bos. De bossen zijn qua structuur en soortensamenstelling vergelijkbaar met de laaglandregenwouden van het vasteland van Nieuw-Guinea. De bossen bestonden uit twee types, alluviale bossen in de vlakten en rivierdalen en heuvelbossen op de hellingen.
Het bladerdak van de alluviale bossen is onregelmatig en meerlagig, met veel opkomende bomen die boven het bladerdak uitsteken. De bossen hebben een struik- en kruidlaag in de onderbouw met een verscheidenheid aan palmen, klimplanten, epifyten en varens. De boomkruinen van de heuvelbossen zijn lager en meer gesloten dan die van de alluviale bossen. De onderlaag heeft een meer open struiklaag en een dichtere kruidlaag, met minder palmen.
Dominante opkomende bomen op de eilanden zijn onder andere Pometia pinnata en soorten van Ficus, Alstonia en Terminalia. Tot de kroonbomen behoren soorten van Garcinia, Diospyros, Myristica, Maniltoa en Microcos. Grote kustopstanden van Calophyllum worden gevonden in het noorden van Biak.
De recent ontdekte endemische palm Manjekia maturbongsii wordt gevonden in laaglandbossen, tussen 80 en 170 meter hoogte, op dunne bodems boven kalksteen.

## Fauna
In de ecoregio leven 29 zoogdiersoorten. Vijf soorten zijn endemisch in de ecoregio: Dobsonia emersa, Petaurus biacensis, Spilocuscus wilsoni, Uromys boeadii en Uromys emmae. Op Biak en Supiori leeft een endemische ondersoort van de kortstaartbuideldas (Echymipera kalubu philipi). Rattus jobiensis is bijna endemisch en wordt ook gevonden op Japen.
Er leven 107 vogelsoorten in de ecoregio. Veertien soorten zijn endemisch in de ecoregio: biakbrilvogel (Zosterops mysorensis), biakdwergooruil (Otus beccarii), biakmangrovezanger (Gerygone hypoxantha), biakmonarch (Myiagra atra), biakspechtpapegaai (Micropsitta geelvinkiana), biakspoorkoekoek (Centropus chalybeus), biakvlagstaartijsvogel (Tanysiptera riedelii), geelvinkboshoen (Megapodius geelvinkianus), geelvinkjufferduif (Ptilinopus speciosus), geelvinkmuskaatduif (Ducula geelvinkiana), langstaartpurperspreeuw (Aplonis magna), numforvlagstaartijsvogel (Tanysiptera carolinae), Schlegels monarch (Monarcha brehmii) en zwartvleugellori (Eos cyanogenia). De ecoregio correspondeert tot het endemisch vogelgebied Geelvinkeilanden.
De python Leiopython biakensis is endemisch voor Biak. De kikker Oreophryne kapisa is endemisch voor Biak en Supiori. Inheemse vlindersoorten zijn onder andere Damias biakensis, Euploea tripunctata en Parantica marcia.

## Bescherming en bedreigingen
n 2000 was 97% van het regentschap Biak Numfor, dat Biak, Numfoor en de Padaido-eilanden omvat, bedekt met bomen. 158.000 hectare, of 70% van het landoppervlak, was primair bos en de rest was secundair bos of boomplantages. In 2000 was 98% van Supiori bedekt met bomen en 58.500 ha, of 87% van het landoppervlak, was bedekt met primair bos.
Van 2001 tot 2020 is in het regentschap Biak Numfor 15.400 ha bos verloren gegaan, een afname van 7,1% sinds 2000. 3.960 ha, of 27%, was vochtig primair bos, een afname van 2,5% sinds 2000. Van 2001 tot 2020 verloor Supiori 1.300 ha aan boombedekking, een verlies van ongeveer 2% sinds 2000. Ongeveer de helft van de verloren boombedekking (572 ha) was primair bos.

### Beschermde gebieden
20,86% van de ecoregio ligt in beschermde gebieden, waaronder Biak Utara Nature Reserve (61,38 km²) op Biak en Pulau Supiori Nature Reserve (419,9 km²) op Supiori.